# Моисеенко, Григорий Яковлевич
Григо́рий Я́ковлевич Моисе́енко (16 мая 1907 год — 26 февраля 1942 года) — политработник РККА, политрук, Герой Советского Союза (1942).

## Биография
Родился 16 мая 1907 года в деревне Тюлики Поречского уезда Смоленской губернии в крестьянской семье. Окончил среднюю школу во время службы в армии, работал на фабрике.
В РККА с 1929 года. Одновременно с несением службы учился в вечерней школе, окончил сначала 4, потом 7 классов вечерней школы, затем рабфак. В 1938 году стал политработником, вступил в ВКП(б). Был направлен в школу младших командиров.
В боях Великой Отечественной войны с 1941 года. Участник обороны Москвы. Воевал на Калининском фронте.
Политрук Моисеенко был назначен комиссаром 2-го стрелкового батальона 940-го стрелкового полка 262-й стрелковой дивизии 39-й армии.
В ходе Холм-Жирковской оборонительной операции 26 февраля 1942 года группа бойцов, среди которых был комиссар Моисеенко, попала в окружение.
Во время боя политрук Моисеенко получил тяжёлое ранение, но не оставил позиции, продолжил руководить обороной. 19 бойцам под руководством Моисеенко удалось 16 часов отбивать атаки немецких войск, а затем соединиться со своими частями. Во время прорыва политрук Моисеенко погиб.
Указом Президиума Верховного Совета СССР «О присвоении звания Героя Советского Союза начальствующему и рядовому составу Красной Армии» от 5 мая 1942 года за «образцовое выполнение боевых заданий командования на фронте борьбы с немецкими захватчиками и проявленные при этом отвагу и геройство» удостоен посмертно звания Героя Советского Союза.
Похоронен в деревне Макарово Калининской области. По данным ОБД «Мемориал» перезахоронен на воинском кладбище в братской могиле деревне Пятницкое, Ржевский район, Тверская область.

## Награды
- Медаль «Золотая Звезда» (посмертно).
- Орден Ленина (посмертно).
- Орден Красной Звезды.

## Память
- В честь героического политрука названа одна из улиц города Демидов (Смоленская область).